# Erebochlora albistrota
Erebochlora albistrota är en fjärilsart som beskrevs av W. Warren 1905. Erebochlora albistrota ingår i släktet Erebochlora och familjen mätare. Inga underarter finns listade i Catalogue of Life.